# Aygün Kazımova
Aygün Kazımova (ur. 26 stycznia 1971 w Baku) – azerska piosenkarka, aktorka i tancerka.

## Życiorys
Pochodzi z rodziny robotniczej. W 1992 ukończyła studia na Uniwersytecie Kultury i Sztuki w Baku. Karierę muzyczną rozpoczęła w wieku 17 lat. Początkowo występowała z zespołem Gaya, a następnie rozpoczęła karierę solową. W 1988 zwyciężyła w konkursie muzycznym Bakı Payızı-88, a w 1992 zdobyła główną nagrodę w konkursie „Głos Azji”, rozgrywanym w Kazachstanie. W 1997 ukazała się debiutancka płyta Kazımovej – Sevgi gülləri (Kwiaty miłości), zawierająca 14 nagrań w kompozycji Vaqifa Gərayzadə. W kolejnych latach piosenkarka wydała pięć albumów. W 2006 jej koncert w Pałacu Kremlowskim w Moskwie uświetnił obchody Roku Azerbejdżanu w stolicy Rosji.
W 2005 zadebiutowała w filmie - w głównej roli w musicalu Xarı Bülbüllər (reż. Arif Qazıyev).
W 2002 otrzymała tytuł Honorowego Artysty Azerbejdżanu.

## Dyskografia

### Albumy
- 1997: Sevgi gülləri
- 1999: Ey mənim dünyam
- 2000: Aygün
- 2001: Sevdim
- 2004: Son söz
- 2005: Sevərsənmi?
- 2014: (Coffee from Colombia feat. Snoop Dogg)

### Kompilacje
- Aygün Kazımova, Vol. 1 (2008)
- Aygün Kazımova, Vol. 2 (2008)
- Aygün Kazımova, Vol. 3 (2008)
- Aygün Kazımova, Vol. 4 (2008)

### Single
- İtgin gəlin[1]
- Hayat Ona Güzel
- İkinci Sen
- İkinci Sen (Batu Çaldıran Remix)
- Unutmuşam
- Ağlım başıma gəldi[2]
- Sənə xəstəyəm
- Telafisi Yok[2]
- Petrol
- Qol
- Qoy bütün aləm bizdən danışsın
- Arama Beni[3]
- Dola mənə qolunu[4]
- Seni Böyle Sevmediler[5]
- S.U.S.[6]
- Hardasan[7]
- Yaraşdın Mənə[8]

## Role filmowe
- 1996: Yarımştat
- 1999: Yaşıl Eynəkli Adam 2
- 2001: Nekrolog
- 2002: Qış nağılı
- 2004: Tam Məxfi
- 2005: Məşədi İbad 94
- 2006: Adam Ol! 2